# Francisco Ontañón
Francisco "Paco" Ontañón Núñez (Barcelona, 1930 - Madrid, 2008) fue un fotógrafo español autodidacta que formó parte del Grupo fotográfico AFALy del colectivo La Palangana.

## Biografía
Nació en 1930 en el barrio de Gracia de Barcelona en el seno de una familia obrera, quedando huérfano durante la guerra civil española. Criado por su tía, desde niño tuvo que trabajar para subsistir. 
Aficionado al dibujo, con 25 años descubrió casualmente la fotografía cuando era empleado de banca y tuvo que ir a un estudio de publicidad a entregar unos albaranes. Enseguida se inscribió en la Agrupación Fotográfica de Cataluña y en 1957 se trasladó definitivamente a Madrid para ejercer como fotorreportero.  
Debido a su profesión, tuvo la oportunidad de viajar a los 5 continentes y fotografiar a personajes de todo tipo: desde gente anónima de los suburbios y pueblos de España y del mundo, hasta el papa Pablo VI, Salman Rushdie, Paul Anka, Juan Carlos de Borbón y Sofía de Grecia, "El Cordobés", Orson Welles, Rocío Jurado, "La Chunga", Paco de Lucía, John F. Kennedy, Shere Hite y muchos otros.  
A Ontañón se le ha llamado "El fotógrafo de todo": reportajes, revistas, periódicos, cubiertas de libros, fotolibros, portadas de discos, carteles, libros de fauna salvaje, libros de arte y un largo etcétera comprenden sus 50 años de profesión.
Con motivo de su trabajo colaboró con diferentes autores y escritores como Joan Perucho, Manuel Vicent, Rosa Montero, Ignacio Carrión, Ángel Harguindey, Miguel Delibes, Joan Barril, Juan Cruz, Luís Carandell, Fernando Fernán-Gómez, Ignasi Riera, etc 
Falleció en Madrid el 6 de agosto de 2008.

## Trayectoria profesional
1956  Su curiosidad por la fotografía le llevó a hacerse socio de la Agrupación Fotográfica de Cataluña, donde contactó enseguida con los miembros del Grupo fotográfico AFAL, del que formó parte desde 1958 publicando en la revista y participando en las exposiciones y actividades del grupo.
1957-60  El fotógrafo Ramón Masats le comentó a Paco que había una oportunidad de trabajo en Europa Press. Fue entonces cuando dejó su trabajo de auxiliar de banca en Barcelona y se trasladó a Madrid para dedicarse profesionalmente al reportaje. 
En Madrid entabla contacto con los fotógrafos de AFAL (Gabriel Cualladó, Leonardo Cantero, Joaquín Rubio Camín, Francisco Gómez y Ramón Masats) quienes frecuentaban la Real Sociedad Fotográfica de Madrid, disconformes con el conservadurismo imperante. De aquellas tertulias que acababan en la Cervecería Alemana nació La Palangana, un nuevo grupo fotográfico que compartía la afición yendo a fotografiar al extrarradio los fines de semana. El nombre fue ocurrencia del propio Ontañón. La Palangana fue el germen de lo que hoy se llama Escuela de Madrid. 
1961-65  Se Incorpora a la revista semanal La Actualidad Española y realiza reportajes en Bruselas, Palestina, Washington D. C., Rabat, etc. 
Se publican El libro de la caza menor de Miguel Delibes y Los días iluminados de Alfonso Grosso, ambos con fotografías de Francisco Ontañón.
Empieza su colaboración con Hispavox, realizando fotografías para portadas de discos (flamenco, pop, etc). Más adelante también para CBS y RCA.
1965-68  Trabaja para el grupo editorial Codex y su agencia de prensa Picadilly Press preparando varias publicaciones. Para ellos viaja por Asia durante cinco meses realizando numerosos reportajes. 
Se publica Vivir en Madrid de Luis Carandell, con fotografías de Francisco Ontañón. 
Comienza a realizar cubiertas de libros en colaboración con el diseñador gráfico Daniel Gil para Alianza Editorial y posteriormente, Alianza Universidad y Argos Vergara.
1968-69  Regresa a la revista La Actualidad Española donde, en colaboración con Félix Rodríguez de la Fuente, realiza un coleccionable semanal sobre animales de España y África. De él surgirá posteriormente el libro Animales salvajes de África oriental.
Durante más de cuarenta años mantuvo una intensa colaboración con el Ministerio de Turismo, realizando numerosas campañas publicitarias de promoción de España.
1985  Comienza sus colaboraciones en el suplemento dominical de El País. En 1987 se incorpora al equipo como redactor gráfico.
1992  El Ayuntamiento de Barcelona le encarga la realización del libro oficial de los Juegos Olímpicos de Barcelona 1992, con textos de Joan Barril. 
2018  Tras una breve estancia en el Archivo Nacional de Cataluña y diez años después del fallecimiento de Paco, el Archivo Ontañón es depositado por su heredera en el Museo Nacional Centro de Arte Reina Sofía. 

## Premios
1971 Premio Nacional de Fotografía Turística del Ministerio de Información y Turismo.
1982 Premio Nacional de Fotografía Turística Ortiz Echagüe.
1983 Premio Nacional de Fotografía sobre Artesanía, Tradiciones y Costumbres de los Pueblos de España del Ministerio de Cultura.
1988 Premio Nacional de Fotografía Turística Ortiz Echagüe.

## Exposiciones Individuales
- 2019 Francisco Ontañón. Oficio y creación. Retrospectiva comisariada por Alberto Martín Expósito. Sala Canal Isabel II, Madrid e itinerante por la Comunidad de Madrid.[15]

- 2014 Cazando Imágenes. Comisariada por José María Parreño. Palacio del Quintanar, Segovia. Itinerante: Toledo, Zamora, Ávila y Jaén.

- 2013 Lo social y lo humano. Comisariada por Fernando Peracho y Ángel Albarrán. Galería Valid Foto BCN, Barcelona.
- 2012 Más que niños. Comisariada por Laura Terré. Galería arteSonado. La Granja de San Ildefonso, Segovia.
- 2006 La vitrina del fotógrafo. Paco Ontañón. Comisariada por Laura Terré.[16] Generalidad de Cataluña, Palau Robert, Barcelona.

## Exposiciones Colectivas
- 2025 Ésta es mi casa detenida en el tiempo... Galería Blanca Berlín, Madrid.
- 2024 Revista Afal. Pequeña y libre. Comisariada por Laura Terré. Espacio Cultural Serrería Belga, Madrid.
- 2023 Gris plata. Maestros de la fotografía (s. XX). Galería Blanca Berlín, Madrid.
- 2022 Derivaciones. Fotografía en España entre los 50 y los 80. Comisariada por Alberto Martín Expósito. Museo Patio Herreriano, Valladolid.
- 2021 El tiempo detenido. Cualladó & Maspons & Ontañón. Galería Blanca Berlín, Madrid.
- 2021 Instantes decisivos de la fotografía. Colección Julián Castilla.[17]Museo de Arte Contemporáneo de Villanueva de los Infantes (Ciudad Real).

- 2020 Basado en historias reales. Fundación Foto Colectania, Barcelona.
- 2018 Una aproximación a Afal. Donación Autric-Tamayo.[18]Museo Nacional Centro de Arte Reina Sofía, Madrid.

- 2017 Fotografías como espacio público. Centro de Arte Santa Mónica, Barcelona.
- 2014 Fotos & Libros. España 1905-1977. Museo Nacional Centro de Arte Reina Sofía. Madrid.
- 2014 La Palangana.[19]Photoespaña. Círculo de Bellas Artes, Madrid.
- 2013 Joan Colom. Fotografías 1957-2010. Yo hago la calle. MNAC, Barcelona.
- 2013 España Contemporánea. Fotografía, pintura y moda. Fundación MAPFRE, Paseo Recoletos, Madrid.
- 2006 Mirades paral.leles. La fotografia realista a Itàlia i Espanya. MNAC, Barcelona.
- 2006 La Escuela de Madrid, fotografía 1950-1975. Museo Municipal de Arte Contemporáneo, Madrid.
- 2006 El Grupo fotográfico Afal. 1956-1963. CAAC, Sevilla.
- 2005 El papel de la fotografía. Biblioteca Nacional, Madrid.
- 2004 España años 50. Una década de creación. Museo Municipal de Málaga, Mücsarnok Kunsthalle, Budapest (Hungría), Museo de Arte Moderno, Praga (República Checa).
- 2000 Historia de la fotografía en Cataluña de 1839 a 1990. MNAC, Barcelona.
- 1999 150 años de fotografía en España. Círculo de Bellas Artes, Madrid.
- 1996 Fotografía y Sociedad en la España de Franco (Las Fuentes de la Memoria III). Fundación La Caixa, Barcelona.
- 1994 La fotografía con Miguel Delibes. Universidad de Alcalá, Alcalá de Henares.
- 1993 Imatges escollides. Fondo Colección Cualladó. Instituto Valenciano de Arte Moderno, Valencia y Vigo.
- 1992 Temps de Silenci: Panorama de la fotografía espanyola dels anys 50 i 60. Centro de Arte Santa Mónica, Barcelona. Itinerante: Zarauz, París y Toulouse (Francia).
- 1991 Grupo Afal. 1956-1991. Almediterránea 92, Almería.
- 1990 Historia del fotoperiodismo en Cataluña, 1976-1985. Ayuntamiento de Barcelona, Palacio de la Virreina, Barcelona.
- 1988 Fotógrafos de la Escuela de Madrid. Obra 1950-1975. Museo Español de Arte Contemporáneo, Madrid.
- 1982 Fotografia catalana dels anys cinquanta (I Primavera Fotográfica de Barcelona). Generalidad de Cataluña, Palacio de la Virreina, Barcelona.
- 1963 Fotografía española actual. I Salón de la Imagen, Barcelona.
- 1962 III Salón de Fotografía Actual. Real Sociedad Fotográfica, Madrid.
- 1962 Nueve fotógrafos españoles en París.  Sala Aixelà (Barcelona) y Galería Biosca (Madrid).
- 1961 II Exposición Internacional de Fotografía. Madrid.
- 1961 Salon International du Portrait Photographique. Biblioteca Nacional de Francia, París.
- 1959 Photographes d'Espagne & de France. Grupo AFAL conjuntamente con Club Photographique Les 30 x 40. Biblioteca de la Embajada Española en París (Francia). Itinerante: Moscú (Rusia), Berlín (Alemania), Roma, Fermo y Milán (Italia).
- 1958 Cubaró-Galí-Ontañón. Agrupación Fotográfica de Cataluña, Barcelona y Agrupación Fotográfica Almeriense, Almería.

## Su obra en la actualidad
La obra de Francisco Ontañón se puede encontrar en las siguientes colecciones: 
Museo Nacional Centro de Arte Reina Sofía, Madrid.
Museo Nacional de Arte de Cataluña, Barcelona.
Fundación Foto Colectania, Barcelona.
Colección Himalaya - Colección Julián Castilla, Villanueva de los Infantes (Ciudad Real).
Colección Autric-Tamayo.
Biblioteca Nacional de Francia, París.
Centro Andaluz de la Fotografía, Almería.

## Publicaciones (Selección)
- Zambra. Tablao flamenco,[27] fotografías de Francisco Gómez y Francisco Ontañón. Pabellón de España, Feria Mundial de Nueva York, 1964.
- Delibes, M. El libro de la caza menor, fotografías de Francisco Ontañón. Destino, Barcelona, 1964.
- Grosso, A.; Ontañón, F. Los días iluminados. La Semana Santa en Andalucía. Lumen, Barcelona, 1965. ISBN 978-84-264-2007-7
- Toro. Primera tauromaquia en color, fotografías de Francisco Ontañón y Francisco Santandreu. Codex, Madrid, 1966.
- Carandell, L.Vivir en Madrid, fotografías de Francisco Ontañón. Editorial Kairós, Barcelona 1967.
- El mundo de los museos: Museo del Prado (2 vols.), Museo del Louvre (2 vols.), Real Museo de Bellas Artes de Amberes, Museo Jeu de Paume y Galería de los Oficios de Florencia, fotografías de Francisco Ontañón. Codex, Madrid, 1967-1968.
- Rodríguez de la Fuente, F. Animales salvajes de África oriental, fotografías de Francisco Ontañón y Félix Rodríguez de la Fuente. Everest, León, 1970.
- Chamorro, K.; García Rodero, C.; Ontañón, F.; Oriola, M. Raíces judías en España. Iberia, Madrid, 1988.
- De Riquer, M.; Perucho, J. Catalonia, fotografías de Francisco Ontañón. Lunwerg, Barcelona, 1990. ISBN 978-84-7782-083-3
- Fernán Gómez, F. Imagen de Madrid, fotografías de Francisco Ontañón. El País Aguilar, Madrid, 1992.
- Barril, J.; Ontañón, F. Aquel verano del '92. Ayuntamiento de Barcelona, 1993.
- Fotógrafos de la Escuela de Madrid: Obra 1950-1975. Catálogo de la exposición del Museo Español de Arte Contemporáneo. Madrid, 1998.
- Vicent, M. Espectros, fotografías de Francisco Ontañón. Aguilar, 2000.
- VV.AA. España años 50. Una década de creación. Catálogo de la exposición celebrada en Málaga, Praga y Budapest. SEACEX, 2004.
- Vicent, M.; Coombs, H.; Ontañón, F. Francisco Ontañón. Colección Photobolsillo. La Fábrica. Madrid, 2006. ISBN 978-84-96466-29-9
- Terré, L. Historia del grupo fotográfico AFAL, 1956-1963. Photovisión, 2006. ISBN 9788493154622.
- Ontañón, F.; Pérez Siquier, C.; Herraez, F.  Años 70. Colección Photobolsillo, La Fábrica Gestión más cultura, S.L. 2011.
- Ontañón, F. Más que niños (texto de Laura Terré) Catálogo de la exposición de la Galería arteSonado. La Granja de San Ildefonso, Segovia, 2012.
- VV.AA. Diccionario de Fotógrafos Españoles. Del s. XIX al XXI. La Fábrica y Acción Cultural Española, 2013.
- VV. AA. La Palangana. La Fábrica-Fundación Santander. Madrid, 2014.
- Martín Expósito, A.; Bierd F. Francisco Ontañón. Oficio y creación. Catálogo de la exposición retrospectiva. Comunidad de Madrid, 2019.
- VV. AA. Madrid. El retrato de una ciudad. La Fábrica. Madrid, 2020.
- VV. AA. Instantes decisivos. Colección Julián Castilla. La Fábrica. Madrid, 2024. ISBN 9788417769857.

## Enlaces
- Francisco Ontañón, a ras de la vida.
- Francisco Ontañón Núñez, fotógrafo reportero.
- Breve biografía. Centro virtual Cervantes.
- La colección de Adolfo Autric y Rosario Tamayo.

- Datos: Q5866943